# فراینس
فراینس (به هلندی: Friens) یک منطقهٔ مسکونی در هلند است که در بورنشتاین واقع شده‌است. فراینس ۸۰ نفر جمعیت دارد.